# Вишневе (Хмельницький район)
Вишне́ве — село в Україні, у Старосинявській селищній громаді Хмельницького району Хмельницької області. Постійне населення в селі відсутнє.

## Історія
7 (20) листопада 1917 року, відповідно до Третього Універсалу Української Центральної Ради, увійшло до складу Української Народної Республіки.
12 червня 2020 року, відповідно до розпорядження Кабінету Міністрів України № 727-р «Про визначення адміністративних центрів та затвердження територій територіальних громад Хмельницької області», увійшло до складу Старосинявської селищної громади.
19 липня 2020 року, в результаті адміністративно-територіальної реформи та ліквідації Старосинявського району, село увійшло до складу новоутвореного Хмельницького району.

## Населення
Згідно зі  Всеукраїнським переписом населення 2001 року  в селі мешкало 10 осіб.
Станом на 2020 рік - 2 мешканців 
Станом на 2024 рік постійного населення в селі нема.

### Мова
Розподіл населення за рідною мовою за даними перепису 2001 року:
| Мова       | Кількість | Відсоток |
| ---------- | --------- | -------- |
| українська | 46        | 95.84%   |
| російська  | 1         | 2.08%    |
| білоруська | 1         | 2.08%    |
| Усього     | 48        | 100%     |